# Al-Hassanijja Hatija
Al-Hassanijja Hatija – wieś w Syrii, w muhafazie Idlib. W 2004 roku liczyła 681 mieszkańców.